# Yuhuan
Die Stadt Yuhuan (chinesisch 玉环市, Pinyin Yùhuán Shì) ist eine kreisfreie Stadt der bezirksfreien Stadt Taizhou in der Provinz Zhejiang der Volksrepublik China. Sie hat eine Fläche von 404,5 km² und zählt 644.014 Einwohner (Stand: Zensus 2020). Sein Hauptort ist die Großgemeinde Zhugang (珠港镇).
Yuhuan ist einer der aktivsten Wirtschaftsstandorte in Zhejiang mit unzähligen Kleinbetrieben, die besonders Sanitärtechnik und Möbel herstellen.

## Administrative Gliederung
Auf Gemeindeebene setzt sich Yuhuan aus sechs Großgemeinden und drei Gemeinden zusammen. 